# هيلين هيلويج
هيلين هيلويج (بالإنجليزية: Helen Hellwig)‏ مواليد 1874 - وفيات 1960، كانت لاعبة كرة مضرب أمريكية. كما أنها إحدى بطلات الجراند سلام. فازت ببطولة أمريكا المفتوحة للتنس سنة 1894.

## النهائيات

### الفردي

#### اللقب (1)
| السنة | البطولة           | المنافس   | النتيجة                 |
| 1894  | البطولة الأمريكية | ألين تيري | 7–5, 3–6, 6–0, 3–6, 6–3 |